# Max Alves
Max Alves da Silva, noto semplicemente come Max o Max Alves (Juiz de Fora, 12 maggio 2001), è un calciatore brasiliano, centrocampista del Cuiabá.

## Caratteristiche tecniche
È un centrocampista offensivo.

## Carriera
Cresciuto nel settore giovanile del Flamengo, debutta in prima squadra il 14 marzo 2021 in occasione dell'incontro del Campionato Carioca perso 1-0 contro la Fluminense; il 13 giugno seguente esordisce anche in Série A nel corso del match vinto 2-0 contro l'América-MG.

## Statistiche
Statistiche aggiornate all'8 luglio 2021.

### Presenze e reti nei club
| Stagione        | Squadra         | Campionato      | Campionato | Campionato | Coppe nazionali | Coppe nazionali | Coppe nazionali | Coppe continentali | Coppe continentali | Coppe continentali | Altre coppe | Altre coppe | Altre coppe | Totale | Totale | Totale |
| Stagione        | Squadra         | Comp            | Pres       | Reti       | Comp            | Pres            | Reti            | Comp               | Pres               | Reti               | Comp        | Pres        | Reti        | Pres   | Reti   |        |
| --------------- | --------------- | --------------- | ---------- | ---------- | --------------- | --------------- | --------------- | ------------------ | ------------------ | ------------------ | ----------- | ----------- | ----------- | ------ | ------ | ------ |
| 2021            | Flamengo        | A/RJ+A          | 6+5        | 1+0        | CB              | 1               | 0               | CL                 | 0                  | 0                  |             | -           | -           | 12     | 1      |        |
| Totale carriera | Totale carriera | Totale carriera | 11         | 1          |                 | 1               | 0               |                    | 0                  | 0                  |             | -           | -           | 12     | 1      |        |

## Palmarès

### Club

#### Competizioni statali
- Campionato Carioca: 1

Flamengo: 2021